# Pedro Foncea Aedo
Pedro Foncea Aedo (Victoria, 15 de septiembre de 1907- Santiago, 2003) fue un abogado, juez y político chileno, militante de la Vanguardia Popular Socialista (VPS), y luego del Partido Agrario Laborista (PAL). Se desempeñó como ministro del Trabajo de su país, durante el segundo gobierno del presidente Carlos Ibáñez del Campo entre marzo y abril de 1954.

## Familia y estudios
Nació en la comuna chilena de Victoria el 15 de septiembre de 1907, hijo de Eleodoro Foncea Contreras y Petronila Aedo Carrasco. Su hermano José, ejerció como diputado y senador de la República por varios periodos legislativos consecutivos, desde 1953 hasta 1973. Realizó sus estudios primarios y secundarios en el Seminario de Valparaíso. Continuó los superiores en el Curso de Leyes del Colegio de los Sagrados Corazones de Santiago, titulándose como abogado el 13 de diciembre de 1929, con la tesis La sesión del derecho de herencia.
Se casó  con Irma Navarro Donoso, con quien tuvo cinco hijos; Claudio Adolfo (ingeniero), María Irma, Mauricio (ingeniero), Pedro Gerardo (abogado) y Cecilia.

## Carrera profesional
Inició su actividad profesional desempeñándose como juez del Trabajo en la comuna de Talca, cargo que ocupó durante ocho años y en el que fue calificado como el "mejor juez del Trabajo". Por otra parte, actuó como director del diario Trabajo, órgano de expresión del Movimiento Nacional-Socialista de Chile (MNSCh), y fue el fundador de la Primera Casa del Pueblo en Talca y de numerosos sindicatos.
De manera paralela, se dedicó a las actividades deportivas, particularmente al fútbol; fue campeón de natación en Talca en 1930-1931, y jugador del club Golf Cross de Valparaíso. En el ámbito dirigencial, se integró al consejo directivo del Club Social y Deportivo Colo-Colo, del cual sirvió como delegado ante la Asociación Central de Fútbol en 1941, 1943 y 1944. Luego, fue delegado de esa entidad ante la Federación de Fútbol de Chile, y más adelante, la presidió. En 1946, fue delegado al Congreso Sudamericano de Fútbol, celebrado en Buenos Aires, Argentina. Con posteridad, se desempeñó como presidente del directorio de la División de Honor de la Federación de Fútbol, y presidente del club Rangers de Talca. También, fue director honorario de la Federación de Básquetbol de Chile.
Fue condecorado con la Orden al Mérito de Ecuador, y miembro de instituciones de beneficencia y de varias otras instituciones deportivas.

## Carrera política
En las elecciones parlamentarias de 1941, se postuló como candidato a diputado por el 1.° distrito de Santiago, sin resultar electo. Obtuvo 130 votos, de los 3.367 de su lista de la Vanguardia Popular Socialista (VPS), que logró uno de los dieciocho diputados.
Posteriormente, se incorporó a las filas del Partido Agrario Laborista (PAL), siendo miembro de la Junta Ejecutiva de la colectividad. Representando a esa tienda, en las elecciones parlamentarias de 1953 buscó un escaño como senador, nuevamente por Santiago, sin tampoco resultar elegido. Durante el segundo gobierno del presidente Carlos Ibáñez del Campo, fue designado como director general del Servicio de Seguro Social (SSS), fungiendo como tal hasta 1954.
Seguidamente, el 1 de marzo de dicho año, asumió como titular del Ministerio del Trabajo, sirviendo en el cargo hasta el 14 de abril del mismo año, siendo reemplazado por Carlos Vassallo Rojas, exministro de Salud Pública y Previsión Social.